# Amerzone
Amerzone (também conhecido como Amerzone: The Explorer's Legacy, em francês:  L'Amerzone: Le Testament de l'explorateur) é um jogo eletrônico de aventura gráfica em primeira pessoa com elementos de ficção fantástica, publicado pela Microïds e desenvolvido por Benoît Sokal, que o baseou na história em quadrinhos L'Amerzone, publicada em 1986 como parte da série Inspector Canardo. O jogo foi lançado originalmente em 1999 para Microsoft Windows, Mac OS Classic e PlayStation, e relançado para iOS e Android em 2014 pela Anuman Interactive, empresa que adquiriu a Microïds em 2009. Um remake foi lançado em 24 de abril de 2025.
Assim como na HQ, o jogo narra a história do explorador francês Alexandre Valembois, que realiza uma expedição a um país fictício da América do Sul chamado Amerzone. Lá, ele descobre diversos animais fantásticos, incluindo uma espécie de aves brancas mágicas que dependem da intervenção humana para sobreviver. Essas criaturas se tornam ameaçadas quando um antigo amigo de Valembois transforma Amerzone em uma brutal ditadura, e o explorador parte em uma missão para salvá-las. No jogo, o jogador assume o papel de um jornalista que continua a missão de Valembois enquanto ele se encontra à beira da morte.
Amerzone recebeu críticas geralmente positivas. Foi elogiado por sua atmosfera e visual, que críticos descreveram como poéticos e oníricos; enquanto as críticas se concentraram no som, nos controles e no nível de dificuldade. Comercialmente, o jogo foi um sucesso, vendendo mais de 1 milhão de cópias em seu lançamento original. O cenário do jogo viria a se tornar a base da série Syberia e inspirou o nome da desenvolvedora cofundada por Sokal, a White Birds Productions.

## Sinopse

### Ambientação

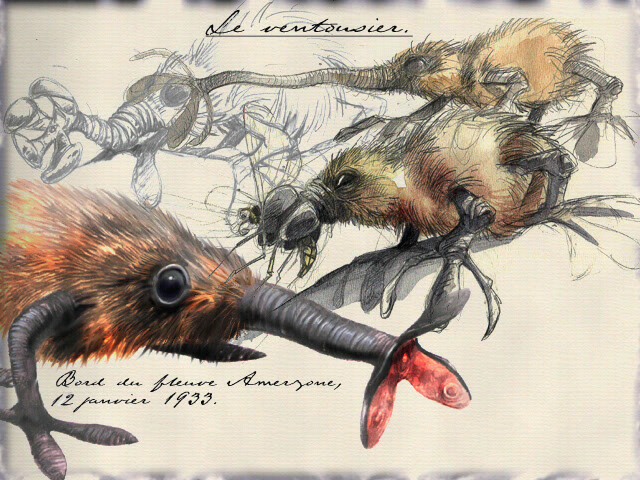
Uma ilustração do jogo mostrando o ventousier. Os animais em Amerzone combinam traços fantásticos com criaturas da vida real

O mundo de Amerzone entrelaça fatos e ficção. "Amerzone" é o nome de uma região fictícia na América do Sul, assim como do grande rio que a atravessa. O nome e a floresta tropical exuberante que compõe a região remetem à floresta Amazônica real. Valembois vive em um farol na fictícia península de Langrevin, localizada na região da Bretanha.
O jogo mergulha ainda mais na fantasia à medida que o jogador adentra a região do Amerzone. O país abriga diversas plantas e animais exóticos, retratados por meio de ilustrações em aquarela no diário de exploração de Valembois. A flora é composta majoritariamente por plantas herbáceas, como a Orcochi, semelhante a uma orquídea. Já os animais tendem a lembrar espécies reais, mas com alterações bizarras: o ventousier lembra um musaranho, mas seu focinho se ramifica em apêndices com ventosas; o rinopotamo parece uma mistura de rinoceronte com hipopótamo (possivelmente um parente com chifre do Toxodon); a girafa palmípede, semelhante a uma girafa com pés palmados (talvez um camelídeo), atravessa os pântanos com facilidade.

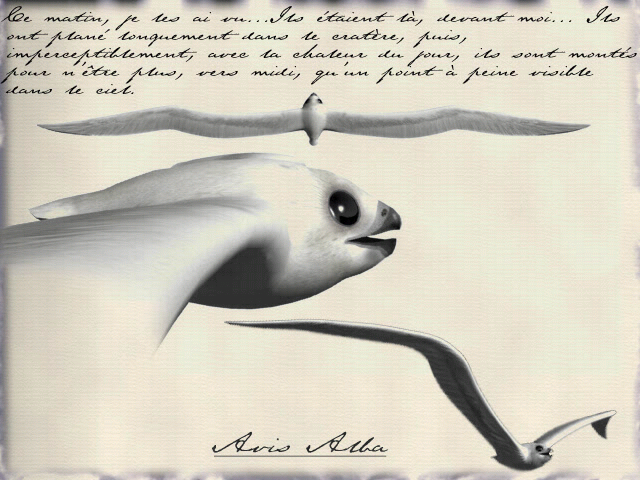
Os Pássaros Brancos conferem ao jogo seu caráter poético e onírico

Os Pássaros Brancos são o principal ponto de enredo do jogo. Eles nascem sem pernas e, por isso, passam a vida inteira planando sobre as correntes térmicas que emergem de um grande vulcão, alimentando-se de insetos voadores. Suas asas continuam crescendo mesmo após o corpo atingir seu tamanho final, tornando-se desproporcionalmente longas. A área de voo limitada ameaça sua sobrevivência, assim como seu peculiar método reprodutivo: a cada três anos, é posto um único ovo gigantesco contendo múltiplos embriões. No entanto, os vapores do vulcão adoecem naturalmente os ovos, fazendo com que nasçam Pássaros Negros. Somente uma tribo indígena local, os Ovo-volahos, conhece o ritual necessário para “curar” os ovos e permitir que eclodam como Pássaros Brancos. A maioria dos habitantes do Amerzone acredita que os Pássaros Brancos são apenas um mito.

### Personagens
- O jornalista: Personagem do jogador; um protagonista silencioso sem nome, rosto ou identidade clara. Tudo o que se sabe é que foi designado por seu empregador, a Mondial Magazine,[8] para entrevistar Valembois sobre o Amerzone.

- Alexandre Valembois (voz de Michel Barbey): Nascido em 1904,[nota 3] estudou história natural em Paris. Fascinado pela biologia do Amerzone, participa de uma expedição científica ao país entre 1932 e 1934. Lá, conhece os Pássaros Brancos e se apaixona por Yékoumani, uma jovem nativa. Quando retorna com um dos ovos dos Pássaros Brancos, a comunidade científica desacredita sua descoberta. Após a Segunda Guerra Mundial, torna-se professor de lycée.[nota 2] Quando o personagem do jogador o encontra em 1998, ele está exausto e atormentado pelos erros do passado, e só pensa em devolver o ovo ao Amerzone.

- Antonio Alvarez (voz de Marc Moro): Nativo do Amerzone, conhece Valembois em 1929 enquanto estudava direito. Amante de sua terra natal, acompanha Valembois na expedição e permanece no país após o retorno do amigo à Europa. Desejando modernizar o Amerzone, lidera um golpe de Estado e torna-se ditador. O patriota idealista transforma-se em um líder cínico, corrompido pelo poder, e leva o país à ruína.

- David Mackowski (voz de Luc Gentil): Um jesuíta que também acompanha Valembois na expedição, igualmente fascinado pelo Amerzone. Tenta converter os nativos ao catolicismo, o que se revela um erro. Assim como Valembois, em 1998 está tomado pelo arrependimento e tristeza pelo que se tornou o Amerzone sob o governo de Alvarez.[nota 4]

### Enredo
O jogo tem início em 1998, com a entrevista do jornalista a Alexandre Valembois, mas grande parte da trama é composta de retrospectiva da expedição de Valembois ao Amerzone entre 1932 e 1934.

#### 1932–1934: A expedição de Valembois

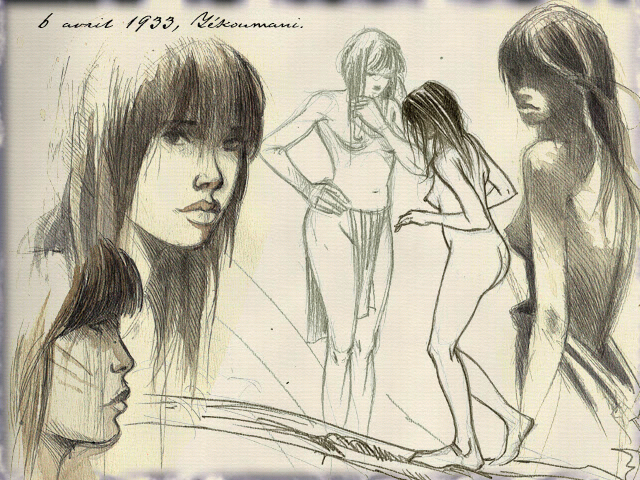
Arte conceitual da jovem indígena Yékoumani, interesse amoroso de Valembois

Alexandre Valembois, entusiasta de zoologia, convence o Museu Nacional de História Natural de Paris a financiar uma expedição ao Amerzone, com o objetivo de estudar sua flora e fauna exóticas. O museu aprova o projeto em 1932, e Valembois desenvolve uma embarcação chamada Hydraflot para percorrer a região. Ele parte em 22 de outubro daquele ano, acompanhado de Antonio Alvarez e do jesuíta David Mackowski. Após um incidente com um cachalote, que danifica a Hydraflot, eles completam a viagem a bordo de um navio baleeiro peruano.
Chegam ao Amerzone no dia de Natal e seguem até o antigo posto comercial de Puebla. Valembois começa a registrar e estudar a fauna local. No dia de Ano Novo, ouve relatos sobre os Pássaros Brancos contados por Luis Angel, e decide investigar, apesar do ceticismo geral. Contrata Angel como guia, mas este o abandona em 18 de fevereiro. Quatro dias depois, encontra uma tribo nativa — os Ovo-volahos —, mas hesita em estabelecer contato. Naquela noite, adoece gravemente e é cuidado por Yékoumani, uma jovem da tribo. Com o tempo, os dois se aproximam, e após se recuperar, Valembois passa a desenvolver engenhocas para auxiliar os indígenas.
Em 1.º de junho, um jovem retorna das montanhas com um grande ovo de Pássaro Branco, provando sua existência. Valembois participa de um ritual para garantir que o ovo produza uma ave saudável. No dia seguinte, promete a Yékoumani que voltará e parte rumo às montanhas. Após cruzar um pântano e um templo antigo, chega ao habitat vulcânico das aves em 18 de junho. Movido pelo desejo de reconhecimento científico, rouba um ovo e retorna a Puebla, traindo Yékoumani e sua tribo.
Na França, porém, sua descoberta é desacreditada. O museu o demite e ele passa a dar aulas em um lycée. Mais tarde, retira-se para um farol na Bretanha, mergulhado em culpa e saudade. Enquanto isso, Alvarez assume o poder no Amerzone por meio de um golpe de Estado e instala uma ditadura. Sem apoio institucional, Valembois constrói uma nova Hydraflot para devolver o ovo ao Amerzone, mas se dá conta de que está velho e fraco demais para a jornada.

#### 1998: O jornalista
Em 1998, o jornalista (controlado pelo jogador) visita Valembois para uma entrevista. À beira da morte, o velho confia ao repórter a missão de devolver o ovo ao Amerzone e salvar os Pássaros Brancos. Entrega a ele uma carta e seu diário de expedição, e o jornalista parte na nova e melhorada Hydraflot, equipada com disquetes que alteram sua configuração e um gancho de tração.
Na rota, o jornalista para para abastecer na mesma ilha onde Valembois enfrentou o cachalote. Um dispositivo sônico repele os animais, mas um deles se enreda em uma rede. O jornalista o liberta e encontra um disquete que transforma a Hydraflot em um helicóptero. Em Puebla, agora militarizada, encontra o envelhecido Mackowski, que revela que Yékoumani suicidou-se em 1935. Antes que possa ajudar, Mackowski é assassinado por ordem de Alvarez, e o jornalista é preso. Após escapar, ele segue rio acima.
Durante a jornada, encontra diversas espécies mencionadas no diário de Valembois. Após uma colisão com um búfalo de três chifres, a Hydraflot fica inutilizada, restando apenas o gancho. Usando-o, alcança a aldeia dos Ovo-volahos, quase morrendo ao se prender em um rinopotamo. Na aldeia, o ovo é purificado, e o jornalista obtém um novo disquete. Utilizando uma engenhoca antiga, sobe uma cachoeira.
Chega ao pântano, onde perde a Hydraflot e o ovo. Encontra um apito em uma palafita, que o permite montar uma girafa palmípede até recuperar o ovo. Depois, escala uma árvore gigante, cruza uma ponte de corda e chega ao templo descrito por Valembois, onde confronta Alvarez, agora fraco e decadente. O jornalista então voa em um asa-delta até a cratera do vulcão, onde finalmente coloca o ovo. Ele choca e liberta os Pássaros Brancos, cumprindo o último desejo de Valembois.

## Jogabilidade

O jogador observa o cenário panorâmico pré-renderizado em uma típica tela de Amerzone

Amerzone é um jogo de aventura em primeira pessoa no estilo point-and-click. O jogador navega por telas panorâmicas fixas, podendo girar a câmera para observar o ambiente ao redor. Elementos interativos podem ser acionados com cliques do mouse. Para avançar na história, é necessário resolver enigmas, que podem envolver conversas com personagens ou o uso de objetos coletados ao longo da jornada. Alguns itens não têm função direta na resolução de puzzles, mas ajudam a aprofundar a narrativa — como o diário do explorador e a carta de Valembois.
O jogo possui também um elemento de gerenciamento de recursos, centrado na Hydraflot: o jogador deve estar atento à coleta de combustível e disquetes, essenciais para manter o funcionamento do veículo.
A versão lançada para dispositivos móveis modificou alguns aspectos da jogabilidade. Foi incluído um sistema de dicas opcionais, destinado a auxiliar jogadores em dificuldade, e certos puzzles foram redesenhados para reduzir o deslocamento repetitivo entre áreas. Como os dispositivos iOS utilizam tela sensível ao toque, os controles foram adaptados: objetos interativos são destacados com ícones, e a câmera pode ser controlada inclinando-se o aparelho.

## Desenvolvimento

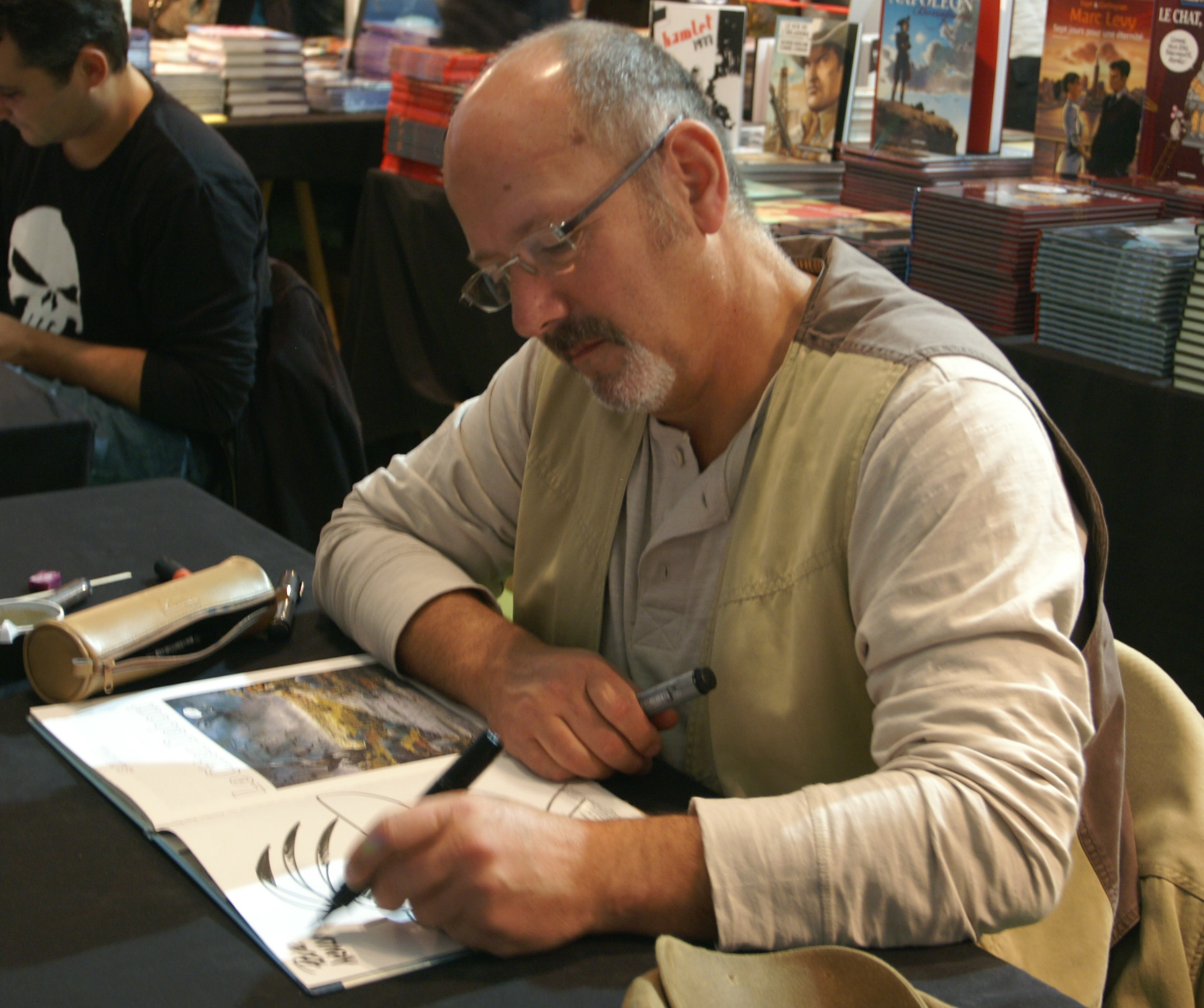
Amerzone é baseado em uma história em quadrinhos de 1986 criada por Benoît Sokal, retratado aqui autografando uma HQ em uma convenção em 2010.

### Pré-produção
Antes de ingressar na indústria dos jogos eletrônicos, Benoît Sokal era conhecido por suas histórias em quadrinhos, como a série Canardo, que ele coloria em seu computador pessoal. Com a chegada dos CD-ROMs — capazes de armazenar centenas de vezes mais dados que os então predominantes disquetes —, Sokal foi inspirado, em 1995, a criar um CD-ROM multimídia contendo arte em 2D e 3D que resultasse em um universo coeso. Sua editora, Casterman, aprovou a ideia e, após uma demonstração bem-sucedida, Sokal iniciou o projeto ao lado do desenvolvedor de software Gregory Duquesne.
A ideia inicial da Casterman era produzir um projeto de baixo custo e pequena escala, com tiragem limitada; porém, a empresa logo percebeu que um produto tão de nicho teria pouca viabilidade comercial, optando por algo mais ambicioso.
Sokal e Duquesne passaram então a planejar um jogo eletrônico completo, baseado na história em quadrinhos L'Amerzone, também de autoria de Sokal. O jogo seria composto por telas pré-renderizadas, interligadas pelo motor gráfico Phoenix VR. Sokal manteve controle criativo total sobre o projeto, sendo o responsável por todo o design. Ele acreditava que trabalhar sozinho favoreceria a criatividade, ao passo que o trabalho colaborativo poderia resultar em algo genérico e comercial. Chegou a contratar o quadrinista Benoît Peeters para auxiliar na escrita, mas este logo deixou o projeto.

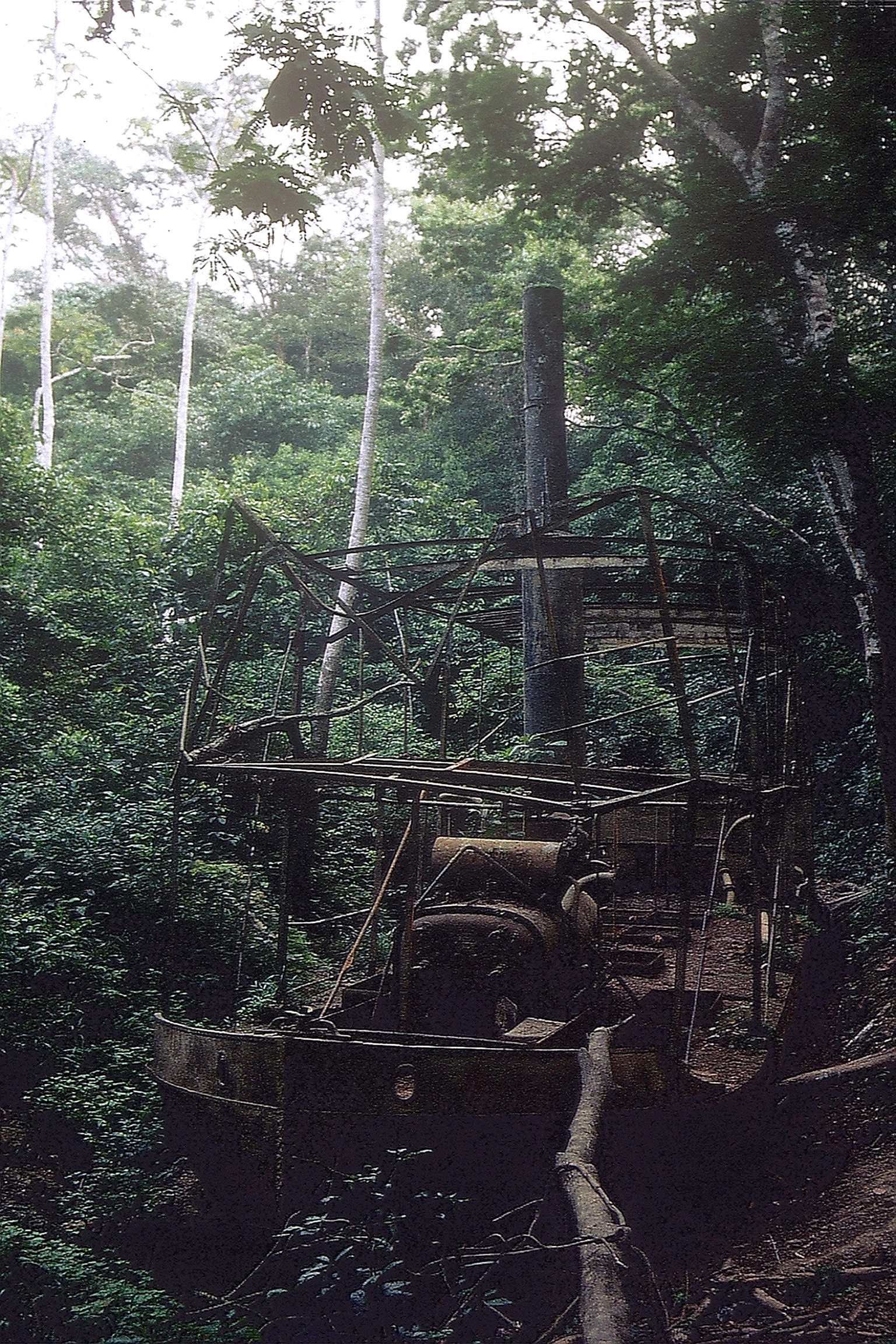
O jogo e, em especial, o Hydroflot e sua ambientação, foram inspirados no filme Fitzcarraldo (1982), de Werner Herzog.

Sokal queria que o jogo fosse acessível a jogadores inexperientes. Por isso, evitou picos súbitos de dificuldade, cenários de ponto sem retorno — em que o jogador não pode prosseguir por ter perdido um item — e estados de falha em que o protagonista pode morrer. Ele reconheceu que o jogo pode ter ficado simples demais por causa dessas decisões, e afirmou que “se fizermos uma sequência, acho que ela será mais complexa, especialmente no final”.
O roteiro foi escrito da mesma forma que Sokal desenvolvia suas histórias em quadrinhos: uma narrativa linear seguida por um storyboard quadro a quadro. Seu objetivo era criar “o tipo de aventura que não se vê mais hoje em dia, uma aventura ao estilo do início do século XX”. O grande desafio era tornar essa aventura interativa, e nesse aspecto Sokal considerava a contribuição de Duquesne extremamente valiosa.
Entre as principais inspirações do jogo estão Myst — que motivou Sokal a desenvolver Amerzone —, os filmes de Werner Herzog, como Fitzcarraldo, e os escritos de Gabriel García Márquez.

### Produção
A produção de arte do jogo começou em 1996, utilizando-se o LightWave 3D para modelagem de personagens e objetos, e o Bryce 3D para os cenários. Como modelar personagens no nível de qualidade desejado por Sokal era um processo demorado, o número de personagens foi mantido pequeno. Por não ter experiência com gráficos em 3D, Sokal teve de aprender no processo, estudando a documentação do software e contando com a ajuda técnica de Duquesne. Este último foi responsável pelos efeitos visuais mais complexos, como partículas de poeira sendo movimentadas pelo vento.
Sokal acabou percebendo que o projeto era ambicioso demais para uma equipe de apenas duas pessoas e, a partir de 1996, contratou graduados da Supinfocom para ajudar com os gráficos. Em 1998, Duquesne deixou o projeto para trabalhar com a LightWave nos Estados Unidos, e Sokal recorreu à empresa belga Grid Animation para produzir as cenas em vídeo e reforçar a parte gráfica do jogo. A experiência fez Sokal superar sua resistência a colaborações. Em entrevista ao canal JATV, ele declarou: "Lembro que nos primeiros capítulos de Amerzone, eu modelava tudo porque queria controlar tudo, mas era impossível, é claro. Então, pouco a pouco, pessoas foram entrando na equipe e começaram a modelar. Eu dizia a mim mesmo que isso me deixava doente, mas... de certo modo, foi uma revolução na minha cabeça!" Apesar de suas reservas iniciais, Sokal ficou bastante satisfeito com o resultado final da colaboração.
O próprio Sokal relembra que o desenvolvimento do jogo passou por diversas dificuldades. Em 1997, a editora Casterman enfrentava dificuldades financeiras e buscou apoio da Microfolie's para viabilizar o projeto. Porém, a própria Microfolie's acabou entrando em falência, e o jogo só foi "salvo" quando a Microïds adquiriu a empresa e assumiu o financiamento. O orçamento final foi de 5 milhões de francos (cerca de €760.000), valor significativamente superior à estimativa inicial de menos de 1 milhão feita por Sokal. Mais tarde, o autor descreveu a conclusão do jogo como um "milagre".
Durante o desenvolvimento, diversas ideias foram abandonadas por se mostrarem inviáveis ou pouco atraentes. Sokal inicialmente desejava uma estética inteiramente em 2D, mas se decepcionou com os resultados. Cogitou-se usar atores reais com chroma key sobre fundos digitais para poupar o tempo da modelagem 3D, mas a integração entre elementos reais e fictícios pareceu artificial. Ao mesmo tempo, Duquesne e os financiadores pressionavam por um produto altamente interativo, enquanto Sokal o concebera inicialmente como uma experiência mais passiva. Também foi descartado um sistema de progressão entre dia e noite, assim como a necessidade de alimentar e hidratar o jornalista, por considerar que isso geraria estados frustrantes de falha no jogo.

### Desenvolvimento posterior
A empresa francesa Anuman Interactive iniciou o desenvolvimento de versões de Amerzone para iOS em novembro de 2010. O jogo foi lançado em 7 de junho de 2011.
A responsável pela adaptação foi a Tetraedge Games, desenvolvedora especializada em jogos de aventura para dispositivos móveis, escolhida por compartilhar o mesmo espaço físico com a Anuman, o que facilitou a comunicação entre as equipes. Segundo Emmanuel Zaza, cofundador da Tetraedge, o maior desafio foi lidar com os arquivos de desenvolvimento originais, que estavam desorganizados e exigiram grande esforço de interpretação.
A versão para iOS trouxe melhorias gráficas significativas, tanto nas telas do jogo quanto nas cenas em vídeo. Uma nova área jogável também foi incluída: o topo do farol. Benoît Sokal demonstrou entusiasmo com a possibilidade de apresentar Amerzone a uma nova geração de jogadores e colaborou ativamente com a equipe da Tetraedge.

### Lançamento
Amerzone foi lançado na França em 19 de março de 1999, em versão para Windows distribuída em quatro CD-ROMs. As versões para Mac OS e PlayStation foram lançadas posteriormente, em setembro e dezembro do mesmo ano, respectivamente.
Em dezembro de 1999, foi lançada uma edição em DVD-ROM, que trazia as cenas em vídeo no formato MPEG-2 (em vez do formato Smacker utilizado nos CDs). Esta versão em DVD foi relançada diversas vezes, algumas delas pela Mindscape, outras como parte de coleções de jogos de aventura vendidas a preços acessíveis.
O guia oficial do jogo, intitulado Amerzone: Strategies & Secrets, foi publicado em junho de 1999. Além de apresentar um passo a passo completo, o livro traz informações sobre o universo de Amerzone, uma entrevista com Benoît Sokal e detalhes dos bastidores da produção. Ainda em novembro do mesmo ano, a editora Casterman lançou o livro Amerzone: Memoirs of an Expedition, que compila artes conceituais usadas ou descartadas na produção do jogo, acompanhadas de anotações explicativas — muitas das quais retiradas do diário da expedição presente no jogo.
Em janeiro de 2014, foi lançada a versão para Android, idêntica à versão lançada anteriormente para iOS.

### Recepção

#### Vendas
Amerzone foi um sucesso comercial inesperado; O site GameSpot UK observou, em junho de 1999, que o jogo havia se tornado um "grande sucesso na França". Após seu lançamento no país em março de 1999, Amerzone vendeu 10 mil cópias até o início de maio, número considerado promissor pelo jornal Libération.
O jogo continuou a vender bem por muitos anos, e suas vendas globais ultrapassaram 500 mil unidades até março de 2002. Na época, o jornalista Mathieu Van Overstraeten, do jornal La Libre Belgique, comentou que esses números eram incomuns para obras de Benoît Sokal, já que cada volume da série em quadrinhos Inspecteur Canardo vendia, em média, 30 mil exemplares.
Em 2007, Michel Bams, da produtora White Birds Productions (fundada por Sokal), afirmou que Amerzone já havia ultrapassado 1 milhão de cópias vendidas. Até 2013, as vendas totais do jogo alcançaram 1,5 milhão de unidades.

### Críticas
Amerzone recebeu críticas geralmente positivas na época de seu lançamento. A apresentação visual foi amplamente elogiada: os gráficos são descritos como "magníficos" e "incríveis", sendo frequentemente comparados aos de Myst. Alguns críticos, no entanto, apontaram excesso de pixelização. As cenas em vídeo foram elogiadas pela alta qualidade de imagem.
A história e a ambientação também recebem destaque positivo, descritas como "muito boas", "interessantes e bem desenvolvidas" e até mesmo "sublimes". Alguns críticos compararam o enredo aos romances de Júlio Verne.[carece de fontes?] Por outro lado, a linearidade da narrativa foi criticada por limitar a liberdade do jogador.[carece de fontes?]
A dificuldade do jogo dividiu opiniões: enquanto alguns a consideraram equilibrada, por evitar que o jogador ficasse travado, outros acharam o jogo simples demais e com curta duração.
A interface de apontar e clicar também foi alvo de críticas, sendo considerada por alguns como incômoda ou pouco intuitiva.
O aspecto mais criticado foi o design sonoro: a trilha musical é tida como repetitiva e fraca. Por outro lado, alguns elogios foram direcionados aos efeitos sonoros ambientes.
O jogo também atraiu atenção de veículos de mídia generalistas, como Télérama e Libération, ambos com críticas extremamente positivas.

### Prêmios
Amerzone ganhou o prêmio Pixel-INA de jogos no festival Imagina de 1999, realizado em Mônaco. Sokal atribui o sucesso comercial do jogo a esse reconhecimento.

### Legado
O jogo é citado como um dos melhores exemplos de aventuras de computador francesas. Em 2003, Benoît Sokal adotou o nome e o logotipo do jogo para sua nova empresa, White Bird Productions. Amerzone é ocasionalmente referenciado em seus jogos posteriores, especialmente na série Syberia. O jogo é incluído na coletânea Syberia Collection, junto com os dois primeiros jogos da série, lançada em outubro de 2009.
Um remake do jogo original para PlayStation 5, Xbox Series X/S e PC foi lançado em 24 de abril de 2025.